# Свободное государство Галвестон
Свободное государство Галвестон, Свободный штат Галвестон (англ. Free State of Galveston) (иногда упоминается как Республика острова Галвестон (англ. Republic of Galveston Island) — название, данное прибрежному городу Галвестон в американском штате Техас в начале и середине XX века. Сегодня этот термин иногда используется для описания культуры и истории той эпохи.
Во время ревущих двадцатых годов остров Галвестон превратился в популярный курортный город, привлекающий знаменитостей со всей страны. Азартные игры, нелегальные спиртные напитки и другой бизнес, ориентированный на порок, были основной частью туризма. Прозвище «Свободный штат»/«Свободное государство» (в английском языке оба этих понятия подразумеваются словом state) воплощало веру многих местных жителей в то, что Галвестон находится за пределами репрессивных нравов и законов Техаса и Соединенных Штатов. Двумя крупными фигурами той эпохи были бизнесмены, влиятельные маклеры и криминальные авторитеты Сэм и Розарио Масео, которые управляли главными казино и клубами на острове и были активно вовлечены в местную политику и индустрию туризма. Успех порока на острове, несмотря на то, что он был незаконным, был обеспечен слабым противодействием в обществе и со стороны властей на острове и в округе. Одним из наиболее известных примеров этого является то, что расследовавший азартные игры государственный комитет в легендарной балийской комнате получил отказ местного шерифа в совершении рейда на заведение, потому что это был «частный клуб», а сам он не был его «членом».
Большая часть этого периода была высшей точкой в экономике Галвестона. Иногда его называют «эрой открытых дверей» или «эрой широко открытых дверей», потому что владельцы бизнеса и общество не прилагали особых усилий, чтобы скрыть незаконную деятельность. Индустрия туризма, порожденная незаконным бизнесом, помогла компенсировать упадок Галвестона как торгового и судоходного центра после разрушительного урагана в 1900 году, но жесткие меры против азартных игр и проституции в Техасе в середине XX века сделали этот бизнес все более трудным для поддержания. К концу 1950-х годов эта эра истории Галвестона закончилась и его экономика застыла на много лет.

## Предыстория

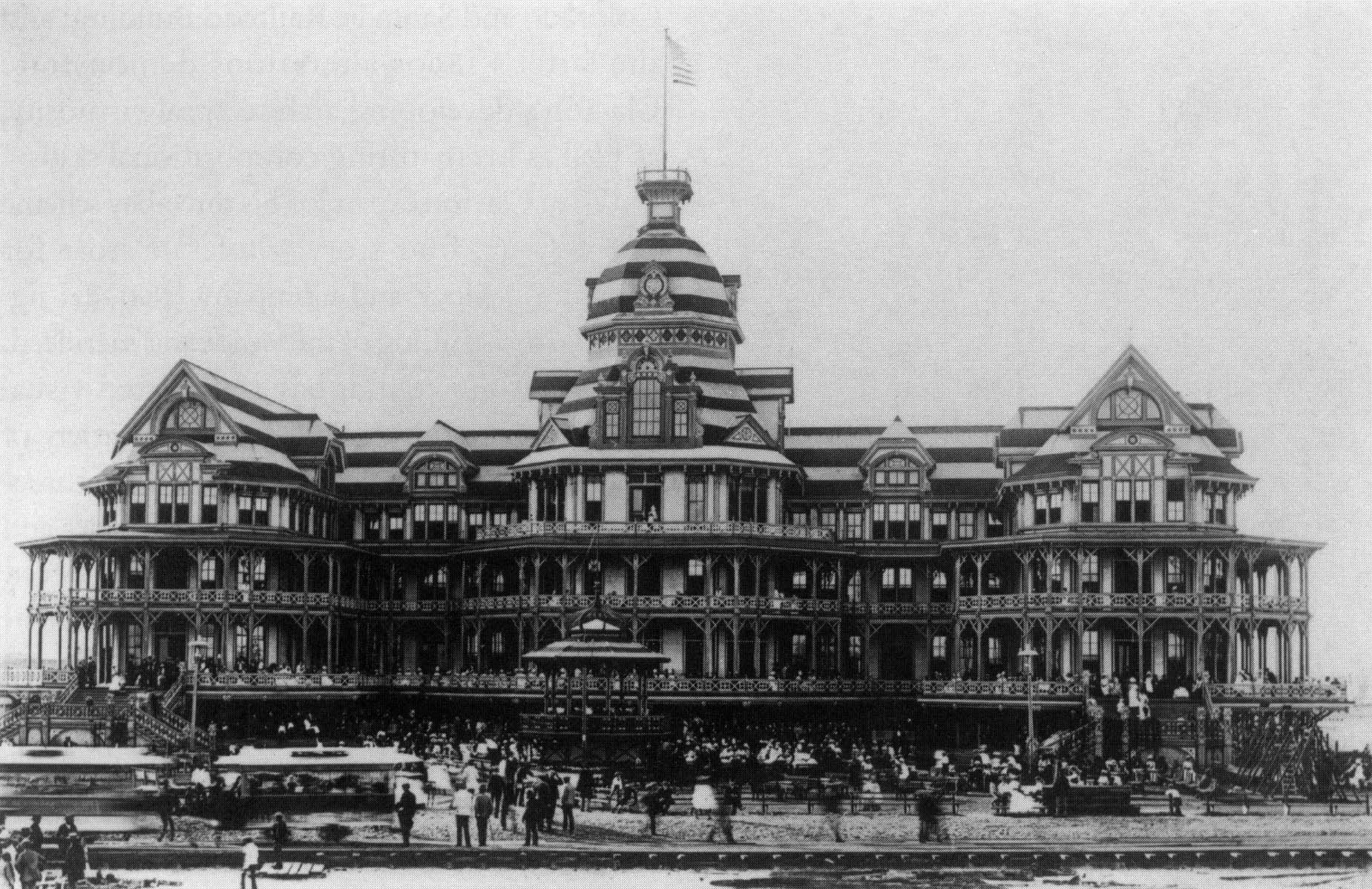
Популярный в XIX веке галвестонский Бич отель.

На расположенном в Мексиканском заливе острове Галвестон располагалось одно из первых крупных поселений в восточной части нынешнего Техаса. В период с середины до конца XIX века он стал крупнейшим городом штата и также был важным национальным торговым центром и одним из самых загруженных морских портов в Соединенных Штатах, поскольку порт Галвестон смог извлечь выгоду из быстрого роста торговли хлопком в Техасе. Его центр был известен как «Уолл-стрит Юго-Запада», и к 1900 году город имел один из самых высоких доходов на душу населения в США. Хотя близлежащий Хьюстон сам по себе становился важным городом, Галвестон в то время был культурным и экономическим центром штата. Такие пороки, как проституция и азартные игры, которые были обычным явлением в Техасе в XIX веке, по-прежнему допускались на острове в различной степени в начале XX века.
Галвестонский ураган в 1900 году стал беспрецедентным бедствием, число погибших колебалось от 6 до 12 тыс. человек, в дополнение к большему количеству погибших на побережье Мексиканского залива и вдоль берегов залива. Сразу после урагана Галвестон начал возрождаться как порт и развлекательный центр, включая строительство таких туристических объектов, как отель Galvez, который открылся в 1911 году. В том же году открылась электрическая железная дорога Галвестон-Хьюстон, получившая признание как самая быстрая междугородная железнодорожная система в стране. Порт Галвестона также был быстро восстановлен и к 1912 году стал вторым по величине экспортером в стране после Нью-Йорка. Тем не менее, после шторма 1900 года и ещё одного шторма в 1915 году многие избегали инвестиций в остров.

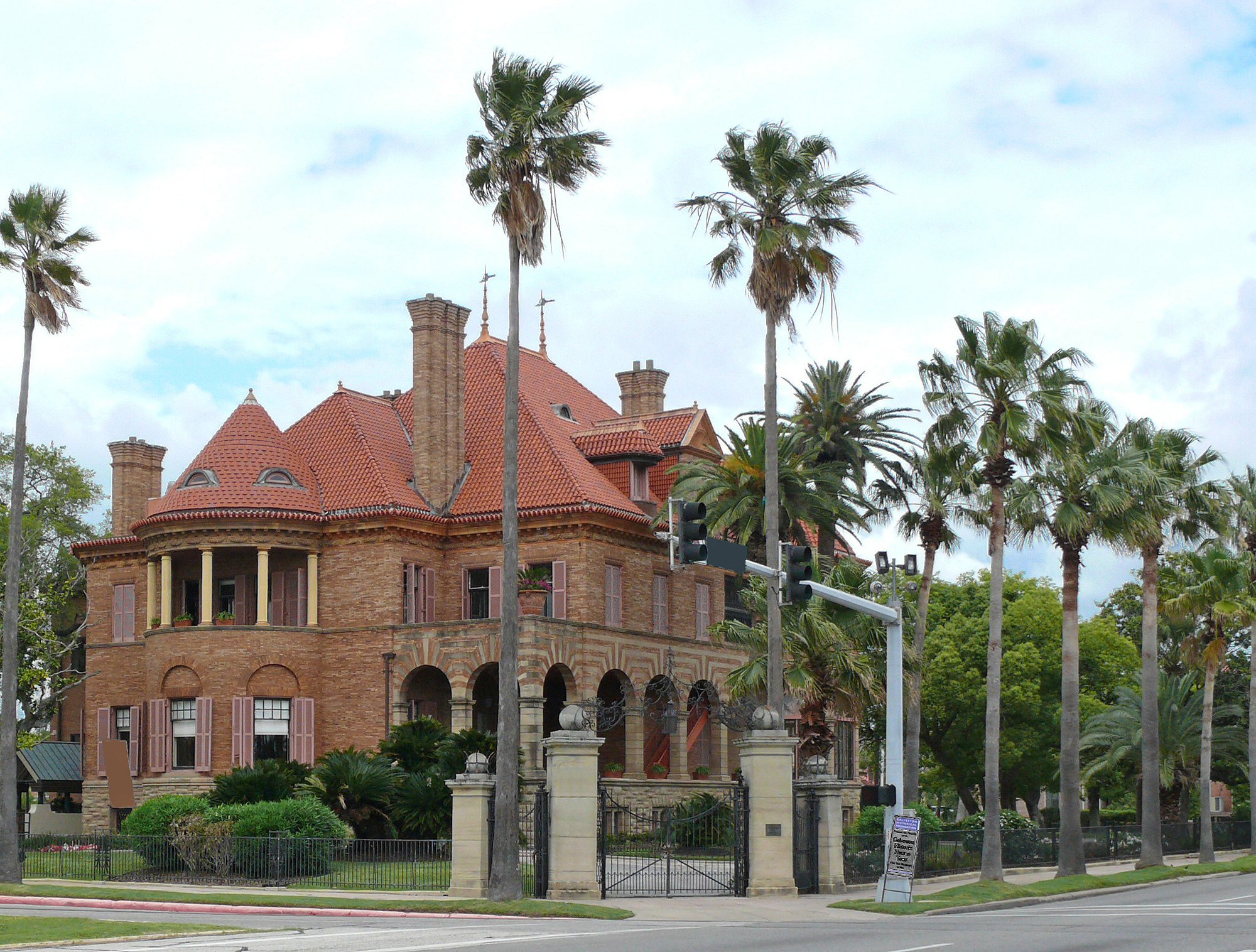
Поместье Open Gates, построенное Джорджем Сили в 1891 году.

Галвестон был основным портом въезда в Техас и на Запад в XIX веке, и новая волна иммиграции прошла через порт в начале XX века. Какое-то время он был известен как «Остров Маленького Эллиса». В отличие от немецкой иммиграции XIX века, вновь прибывшими в Галвестон были греки, итальянцы, русские евреи (часть движения Галвестона) и другие, которые приехали поселиться во многих частях страны, в том числе те, кто остался на самом острове. Особо следует отметить сицилийских иммигрантов, которые сформировали значительную общину в округе Галвестон, а также в соседнем городе Бразория.
Открытие Хьюстонского судоходного канала в 1915 году поставило перед портовым городом новые задачи. Хьюстон и Тексас-Сити, а также другие порты быстро обогнали Галвестон как ведущие порты и торговые центры; к 1930 году картографы вместо Галвестона показывали уже Хьюстон как главный город на побережье Техаса. Морская перевозка хлопка, в которой Галвестон полностью доминировал на мировом уровне, начала мигрировать в другие порты Техаса и на западное побережье.
Когда традиционная экономика Галвестона пришла в упадок, в 1901 году в Техасе начался нефтяной бум, по всему штату были построены нефтяные скважины и нефтеперерабатывающие заводы. Непосредственная роль Галвестона в этом бума была минимальной, поскольку инвесторы избегали строительства трубопроводов и нефтеперерабатывающих заводов на самом острове (хотя какое-то время нефть транспортировалась через остров).. Тем не менее, богатство, вызванное бумом, преобразовало близлежащие Хьюстон, Тексас-Сити, Гуз-Крик (современный Бейтаун) и другие сообщества. В частности, Хьюстон стал домом для многих богатых бизнесменов и инвесторов. Галвестон стал ещё более ориентированным на туризм, поскольку город стремился привлечь этих соседних нуворишей. Хотя город добился определённых успехов в восстановлении туризма и судоходства, его экономика не смогла подняться до уровня, на котором она была до шторма 1900 года.

## Сухой закон и Масео

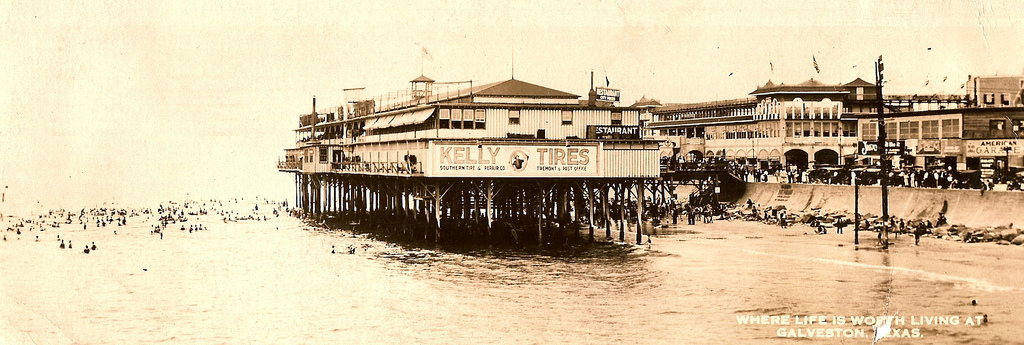
Открывшееся в 1919 году «Murdoch’s Bathhouse» было популярным местом отдыха в городе.

В начале XX века движение реформ в США (так называемый прогрессивизм) сделало большинство форм азартных игр незаконными в большинстве населённых пунктов. Однако во многих местах азартные игры продолжались незаконно, создавая новые возможности для криминальных предприятий. Ратифицированная в 1919 году 18-я поправка к Конституции США объявила вне закона производство, транспортировку, импорт и продажу алкогольных напитков, положив начало эре сухого закона. Новый закон был непопулярным, и торговля ромом и бутлегерство стали повсеместными. И без того слабое социальное развитие Галвестона позволило процветать не только этому бизнесу, а также публичным домам и другим незаконным предприятиям. Эти учреждения были настолько популярны, что в какой-то момент город потребовал проверки здоровья проституток, чтобы гарантировать безопасность их клиентов.
В начале Сухого закона две основные банды разделили город: «Beach gang» во главе с Олли Куинном и «Downtown Gang» в центре города во главе с Джонни Джеком Нуньесом. Хотя банды в основном держались на своей территории, связанные с их деятельностью перестрелки и убийства не были чем-то необычным. Производство рома стало крупным бизнесом; спиртные напитки импортировались из-за границы и распространялись по всему городу, штату и другим частям страны. «Ромовый ряд» (линия груженых спиртными напитками кораблей с Кубы, Ямайки и Багамских островов) на расстоянии около 35 миль (56 км) от береговой линии стал постоянным местом, где небольшие лодки получали товар и переправляли его на берег. Куинн был ведущей фигурой на рынке пороков Галвестона, а его партнера Оскара «Голландца» Войта часто называют «отцом» организованных азартных игр на острове, потому что в 1910 году он начал организовывать покерные столы. Главное казино Куинна «Deluxe Club» было достопримечательностью острова.
Примерно в это время семья Масео стала важной в истории Галвестона. Семья иммигрировала из сицилийского Палермо в Луизиану в 1901 году. Два брата, Розарио (Роуз) и Сальваторе (Сэм) Масео, получили образование парикмахеров и переехали в Галвестон незадолго до Первой мировой войны, чтобы начать свой бизнес. Когда вступил в силу сухой закон, братья начали дарить своим клиентам вино невысокого качества, которое могли провезти контрабандой. По мере того, как их клиенты все больше интересовались спиртным, Масео постепенно становились более серьёзными бутлегерами. Они объединились с Beach Gang, открыли «место для прохладительных напитков» и инвестировали в операции банды по азартным играм.
В конце концов Масео и Куинн открыли Голливудский обеденный клуб (англ. Hollywood Dinner Club), в то время самый элегантный ночной клуб на побережье Мексиканского залива. В клубе были хрустальные люстры, большой танцпол и кондиционер (новая технология в то время; Hollywood Dinner Club был первым использовавшим её клубом в стране). Из-за вкрадчивого характера Сэм стал «лицом» ночного клуба. Гай Ломбардо выступил на открытии клуба, и после этого Сэм наладил постоянный поток знаменитостей. В клубе проходила одна из первых дистанционных радиопередач в стране, в которой участвовал известнейший оркестр Бена Берни, представленный молодым Уолтером Кронкайтом. Клуб был первым и уникальным местом в стране, предлагавшим высококлассные игры, рестораны и развлечения, а также кондиционирование воздуха.
Репрессии со стороны федеральных правоохранительных органов привели к арестам лидеров городских банд, что позволило братьям Масео получить контроль над преступным миром острова. Масео постепенно инвестировали в многочисленные клубы и другие развлекательные предприятия города, связанные с азартными играми и бутлегерством. Другим их крупным предприятием, помимо Голливудского обеденного клуба, был открывшийся в 1929 году клуб и казино под названием «Грот Масео» (позже переименованный в «Балийский зал»). Вскоре они контролировали большую часть азартных игр и спиртных напитков на острове. Их штаб-квартирой стал спортивный клуб Turf Grill / Turf Athletic Club в центре города. Их богатство и способность Сэма сотрудничать с влиятельными фигурами позволили им оказывать всё большее влияние на другие предприятия и правительство острова. Они установили прочные отношения с «респектабельными» бизнес-лидерами, такими как Муди, the Sealys, и Кемпнером. Влияние Масео на остров сохранялось почти три десятилетия. Чтобы компенсировать иногда неэффективную работу полиции и судебной системы на острове, Роуз для сохранения мира организовал группу линчевателей «Ночные всадники». Несмотря на безудержную преступную деятельность, жители считали остров и свои дома полностью безопасными. Бухгалтер Масео, как известно, без всякой защиты шел в банк оформлять вклад на миллионы долларов. Мацео разными способами защищали жителей острова, например, ограничивали частоту посещений казино, делали крупные пожертвования местным благотворительным организациям и инвестировали в развитие сообщества.
Вскоре империя Масео расширилась за пределы острова Галвестон и постепенно расширилась по всему одноимённому округу. Семья владела более чем 60 предприятиями, а также игровыми автоматами по всему округу Галвестон. Инвестиции в нефтяные спекуляции помогли диверсифицировать портфель Масео и увеличить их богатство. Правоохранительные органы подозревали их в торговле наркотиками далеко на севере в районе Далласа, и Сэму даже было предъявлено обвинение, которое не удалось доказать в суде и по поводу достоверности которого есть сомнения.

## Экономика
Как и большая часть страны, и особенно Техас, Галвестон процветал в 1920-х годах, но даже Великая депрессия не остановила его стремительное процветание. Несмотря на финансовый крах, с которым столкнулась большая часть страны, ни один банк Галвестона не потерпел крах, а безработица была вещью неслыханной. Ключевыми секторами бизнеса в Галвестоне в эпоху Свободного государства в дополнение к многим законным предприятиям были казино и проституция. В течение большей части периода большинство рабочих мест обеспечивались порочными отраслями. В ту эпоху особое положение на острове занимали две семьи: Муди контролировали крупнейшие законные предприятия, а Maсeo контролировали криминальные. Обе семьи были богатыми, их бизнес-империи простирались за пределы острова.

### Законный бизнес

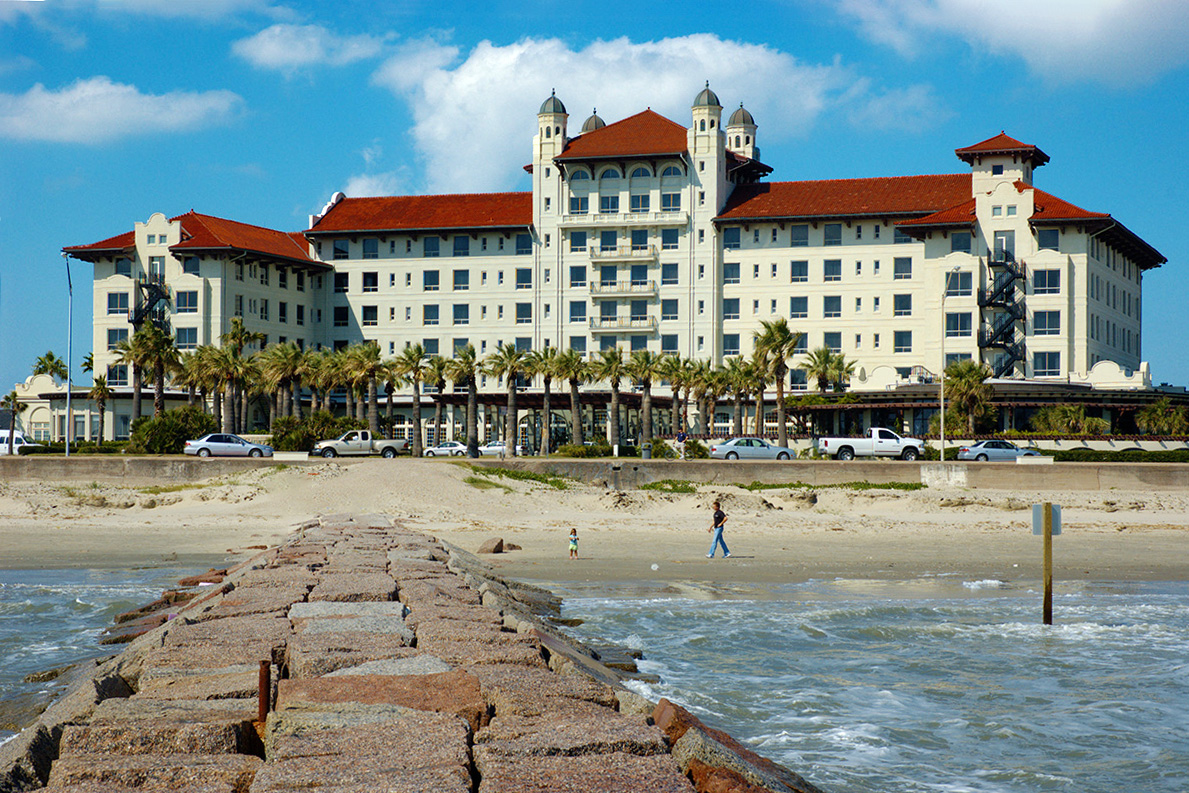
Отель Galvez.

Когда остров был восстановлен после шторма 1900 года, законные деловые круги попытались расширить экономику за счет восстановления туризма и дальнейшей диверсификации от судоходства. Важные предприятия, не связанные с развлечениями, включали страхование, отели, банки, судоходство и коммерческое рыболовство. Медицинские школы и школы медсестер, а также больницы Медицинского отделения Техасского университета были стабильным сектором на острове на протяжении всего XX века. Семья Муди построила одну из крупнейших гостиничных империй в США, а их Американская национальная страховая компания была настолько успешной, что фактически значительно выросла во время Великой депрессии.
В сфере развлечений использовались различные уловки для привлечения туристов. В 1920 году в Галвестоне менеджером принадлежащего Maceo местного парка развлечений Ч. E. Барфилдом был основан ежегодный конкурс красоты, в 1926 году получивший название Pageant of Pulchritude (также известный как конкурс Мисс Вселенная). Конкурс проводился в рамках Splash Day, ежегодного начала летнего туристического сезона, и стал первым международным конкурсом красоты, собравшим участников из Англии, России, Турции и многих других стран вплоть до его закрытия в 1932 году. Считается, что этот конкурс послужил образцом для современного конкурса красоты «Мисс Америка» и других. На пике популярности театрализованное представление утроило население острова за выходные. Даже после закрытия международного конкурса Splash Day возродился в различных формах и продолжал привлекать туристов. Другие ежегодные мероприятия включали экстравагантное празднование Марди Гра весной. Гранд-отель Buccaneer был построен в 1929 году и стал ещё одной достопримечательностью, чтобы конкурировать с Galvez (в дополнение ко многим другим небольшим отелям).

### Незаконный бизнес

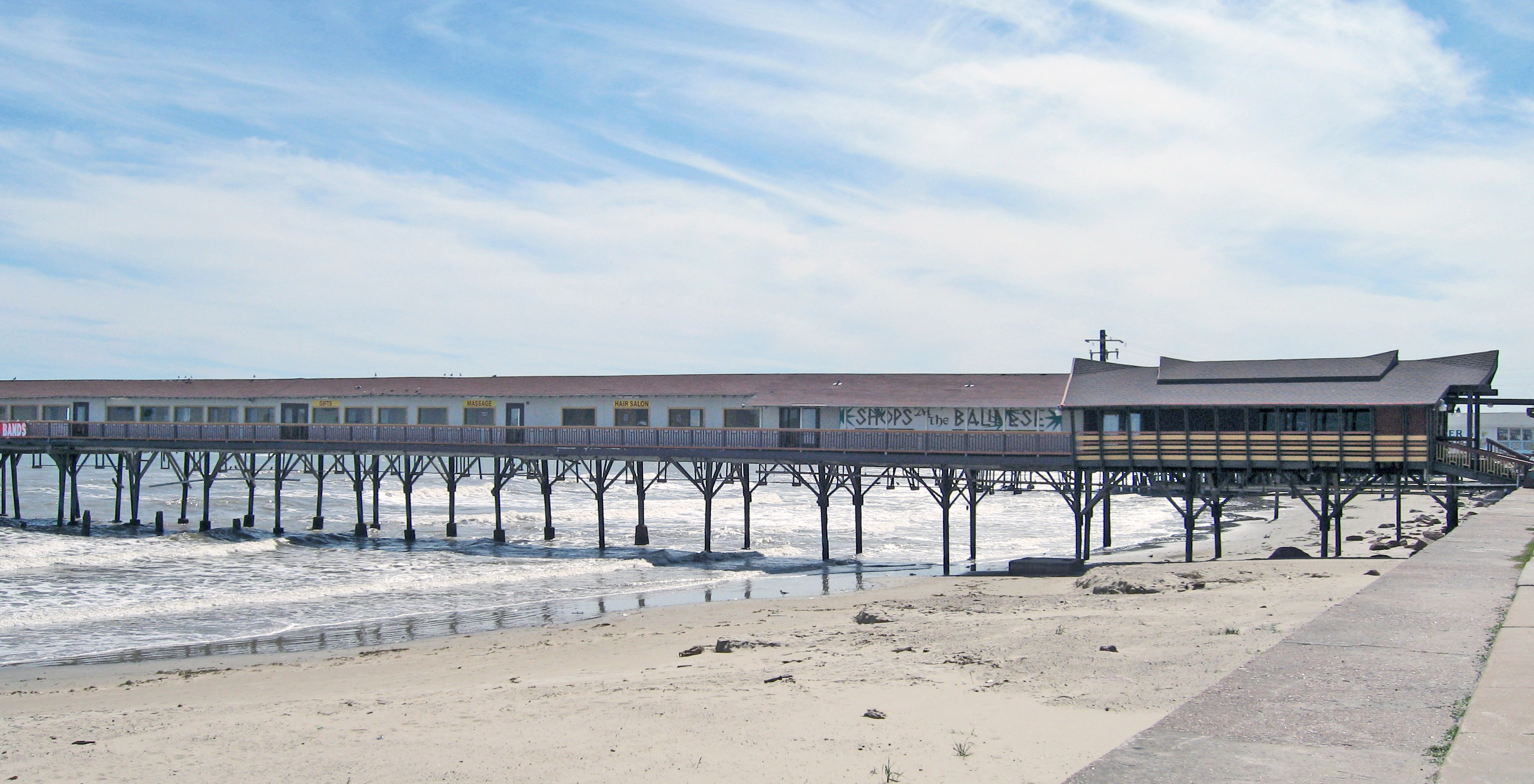
The Balinese Room когда-то был лучшим рестораном и казино эпохи открытых дверей.

Казино, предлагающие незаконные азартные игры и выпивку, были самым большим источником притока туристов на острове. Хотя Масео управляли крупнейшими казино острова, они, как правило, очень терпимо относились к конкурирующим клубам и казино, при условии, что их владельцы понимали и уважали власть семьи. К 1930-м годам бульвар Сиволл был заполнен роскошными казино; в других частях города также были районы азартных игр. Ещё в 1950 году около 300 предприятий, от продуктовых магазинов до парикмахерских, использовали игровые автоматы. Бары были ещё более вездесущими; согласно одному отчету за 1927 год, в городе было 489 питейных заведений, больше, чем в любом другом городе на побережье Мексиканского залива, что делало Галвестон одним из городов с самой высокой концентрацией питейных заведений в стране. Квартал красных фонарей с центром на Постофис Стрит был полностью отделён от ночных клубов и других развлекательных заведений. Его деятельность была настолько успешна, что на острове какое-то время была самая высокая концентрация проституток в мире (одна проститутка на каждые 62 жителей), работающих в более чем 50 борделях в дополнение к другим небольшим заведениям. Финансовый успех этих порочных индустрий привлек бандитов, таких как Альберт Анастазия из Нью-Йорка и Аль Капоне из Чикаго, которые безуспешно пытались выйти на рынок Галвестона. Инфорсер Капоне Фрэнк Нитти, на самом деле, был бывшим партнером лидера центральной банды Галвестона Джека Нуньеса до наступления эры Масео.
Галвестон стал основным портом ввоза нелегального алкоголя из Канады и Мексики, который доставлялся через Карибские острова и распределялся с острова по всему Техасу и в другие штаты. Галвестон стал основным поставщиком для Хьюстона, Далласа, Денвера, Сент-Луиса и Омахи; некоторые поставки на север доходили до Детройта. Этот трафик помог компенсировать постепенную потерю доли судоходства в торговле хлопком и серой.
Основные законные предприятия на острове, такие как банковское дело и отели процветали в значительной степени благодаря незаконной деятельности. Хотя многие из этих бизнес-лидеров избегали прямого участия в незаконных делах Масео и банд, их отношения вряд ли были антагонистическими. Некоторые, такие как финансист, владелец отеля и исполнительный директор страховой компании Уильям Льюис Муди — младший, на самом деле приветствовали незаконные азартные игры из-за привлечения ими туристов, которые заполняли его отели. Было даже известно, что он давал ссуды синдикату Масео.
Галвестон был не единственным местом в Техасе, где можно было играть в азартные игры, но это было единственное место, где вам не нужно было знать, где искать..
Экономика Свободного штата не ограничивалась только островом, а распространялась на большую часть округа Галвестон. По всему округу семьями Фертитта, Сальвато и Масео развивалась индустрия казино, в том числе в Киме (в частности, в казино Chili Bowl и White House) и Дикинсоне (с участием Silver Moon и Социального клуба Дикинсона). Жители Хьюстона часто с юмором называли линию округа Галвестон «линией Масео — Дикинсона» (каламбур, относящийся к линии Мейсона — Диксона).
Порочный бизнес на острове и в округе не был уникальным явлением для Техаса. В начале века Сан-Антонио имел, по-видимому, второй по известности квартал красных фонарей, а большая часть крупных городов штата вплоть до середины века имели существенную долю этого вида экономики, хотя большинство из них пришло в упадок раньше Галвестона. В начале эпохи порочный бизнес доминировал в экономике острова, в то время как в других местах штата под общественным давлением эта отрасль была вынуждена закрыться.

## Общество

### Культура
Снисходительное отношение города не ограничивалось бандами, политиками и крупными бизнесменами. Граждане в целом гордились традиционным подходом Галвестона к свободе. Примечательный пример этого произошел на политическом митинге, где один кандидат открыто осудил «хулиганов», ведущих незаконную деятельность. Затем его оппонент обратился к толпе как «мои коллеги-хулиганы», что помогло гарантировать его победу на выборах. Даже десятилетия спустя, в 1993 году, когда Вик С. Масео, двоюродный брат Сэма и Розы, открыл огонь по местному жителю, который, по его мнению, задолжал ему деньги, этот инцидент был воспринят многими в сообществе с ностальгией об эпохе Свободного государства.
Хотя другие части Техаса и Соединенных Штатов иногда допускали проституцию, азартные игры и нарушения законов о спиртных напитках (например, в Далласе, как говорят, во время Второй мировой войны было 27 казино и множество борделей), эти общины обычно, по крайней мере, делали вид, что пытаются обеспечить соблюдение законов о пороке. В Галвестоне порок совершался на виду; согласно опубликованной в 1993 году в Texas Monthly статье Гэри Картрайта, «район красных фонарей Галвестона, возможно, был единственным в стране, который процветал с благословения как мэрии, так и католической церкви.. Отношение к пороку было настолько слабым, что карты для ставок на футбол открыто продавались в средних школах.
Высшее общество в городе регулярно привлекало некоторые из крупнейших имен в индустрии развлечений, в том числе Фрэнка Синатру, Джейн Мэнсфилд, Дюка Эллингтона и Боба Хоупа. Клубы регулярно посещали известные хьюстонцы, такие как Говард Хьюз, Даймонд Джим Уэст и Гленн Маккарти.
Отношение Галвестона к расовому вопросу временами было уникальным в регионе. Строгие сегрегационистские взгляды, распространенные во многих частях США, не всегда были столь резкими в обществе Галвестона, как в некоторых других частях Техаса. Одним из наиболее ярких примеров этого было постепенное создание начиная с XIX века двухрасовых профсоюзов прибрежных рабочих, хотя в конечном итоге объединения пали жертвой сегрегационного влияния. Расистская идеология всегда была вездесущим фактором в городе, о чём свидетельствует название организовывавшей Марди Гра группы «the Kotton Karnival Kids» (KKK, те же инициалы, что у Ку-клукс-клана).

### Искусство
В городе было множество мест для занятий искусством, в том числе Государственный театр (сегодня Большой оперный театр), в котором в дополнение к кинофильмам были представлены водевили. Менее формально развлечения можно было найти в Балийской комнате, Голливудском обеденном клубе и других клубах с музыкальными выступлениями ведущих артистов. Кроме того, в течение многих лет в городе на пляже проводились бесплатные концерты крупных оркестров и других исполнителей. Развлекательные заведения регулярно привлекали некоторые из крупнейших имен в индустрии развлечений, в том числе Фрэнка Синатру, Сэмми Дэвиса-младшего, Гая Ломбардо, Джека Бенни, Джина Отри, Фила Сильверса, Джейн Рассел, Джорджа Бернса, Дюка Эллингтона и Боба Хоупа.

### Спорт
Основанная в 1800-х годах Техасская лига по бейсболу была возобновлена в начале 1900-х годов, превратившись в младшую лигу. В 1930-х годах инвесторы в Галвестоне, в частности Шeрн Муди, основали бейсбольную команду «Галвестон Бакканирс», преемницу прежней «Галвестон Пайрэтс». Клуб выиграл чемпионат лиги в 1934 году, но в 1937 году после смерти Муди был продан. После войны была создана новая Лига побережья Мексиканского залива и команда «Галвестон Уайткэпс», выигравшая чемпионат в 1953 году и расформированная в 1955 году на фоне разрушения экономики города.
В 1948 году в городе был организован турнир по американскому футболу «Олеандровая чаша», который превратился в «Чашу креветок» и продолжался до конца 1950-х годов. Изначально участниками мероприятия были колледжи региона, а в дальнейшем — местные военные подразделения. Турнир никогда не был особенно успешным, собирая лишь скромную аудиторию на пике своего развития.

## Правительство и правоохранительные органы
После урагана 1900 года в Галвестоне было принято правительство комиссии (в 1960 году город перешел на систему совета-менеджера). В начале действия сухого закона городской совет первоначально выступал против азартных игр и порока; хотя члены совета терпимо относились к мелкомасштабной деятельности, которая всегда была частью города, они больше беспокоились об организованной преступности. По мере того как Масео реорганизовали порок в городе и сделали эти предприятия более респектабельными, совет стал гораздо более благосклонно относиться к предприятиям, занимавшимся преступной деятельностью, особенно когда они стали стержнями местной экономики. По некоторым данным, это произошло потому, что Масео купили сотрудничество членов совета, воспользовавшись легко коррумпируемой структурой комиссии.
Правоохранительные органы на уровне округа и в некоторой степени на уровне штата стали печально известны своей терпимостью к незаконной деятельности в Галвестоне, в немалой степени из-за процветания, которое они приносили, а также взяточничества и влияния, которыми торговали Масео. Городская полиция очень быстро стала замешанной в незаконной деятельности.
Шериф округа Галвестон Фрэнк Биагнь служил с 1933 по 1957 год и был известен тем, что в значительной степени игнорировал основную незаконную деятельность на острове. Когда расследовавший незаконную деятельность в городе государственный комитет спросил шерифа о его нежелании совершать налет на балийскую комнату, он ответил только, что это был «частный клуб», и он не был «членом». Окружной прокурор и местный комиссар полиции были аналогично замешаны (комиссар Джонстон однажды похвастался тем, что ему платят 46 борделей). По словам бывшего техасского рейнджера, местный мировой судья с готовностью выдавал им ордера на обыск в местных клубах, но немедленно звонил владельцам с целью предупредить их.
Коррумпированное отношение правоохранительных органов, как правило, не было за счет людей. Помимо экономических выгод, предоставляемых Масео, эти боссы обеспечивали высокую степень защиты граждан острова. Когда совершались серьёзные преступления, местная полиция иногда связывалась с Масео, чтобы разобраться в этом вопросе. Однако остров не был полностью мирным; угрозы под дулом пистолета были обычным средством обеспечения контроля для банды Масео. Хотя среднестатистический гражданин был в относительной безопасности, иногда случались убийства потенциальных конкурентов бандитов.

## Окончание эпохи

### Переезд Масео
| Год                                                                                        | Доход           | В ценах 2020 года |
| ------------------------------------------------------------------------------------------ | --------------- | ----------------- |
| 1948                                                                                       | 3,24 млн. долл. | 34,9 млн. долл.   |
| 1949                                                                                       | 3,43 млн. долл. | 37,3 млн. долл.   |
| 1950                                                                                       | 3,84 млн. долл. | 41,3 млн. долл.   |
| * Согласно документации синдтката, имеются показания о дополнительных скрытых доходах[82]. |                 |                   |
Расцвет Свободного государства закончился к 1940-м годам. Из-за конфликтов с казначейством Соединенных Штатов Голливудский обеденный клуб был закрыт в конце 1930-х годов. Местным клубам становилось все труднее привлекать крупных представителей индустрии развлечений. Азартные игры были легализованы в Неваде в 1931 году, и это явное преимущество перед Галвестоном и другими нелегальными игорными центрами постепенно привлекало в Лас-Вегас таких фигур, как Багси Сигел из Нью-Йорка. Конкуренция, созданная многообещающим развлекательным центром в пустыне, в течение следующих нескольких лет существенно бросила вызов острову в Мексиканском заливе. Тем не менее, даже в последние годы своего существования Балийская комната смогла привлечь таких знаменитостей, как Тони Беннетт и Пегги Ли. Ещё в 1950 году годовой доход империи Масео составлял 3,84 млн долл. (41,3 млн долл. в ценах 2020 года).
К концу 1940-х годов коррупция в Техасе на уровне штата и округа пошла на убыль, в то время как давление на порок в штате и по всей стране росло. Даже знаменитый Спортивный район Сан-Антонио, когда-то бывший одним из крупнейших в стране кварталов красных фонарей, был закрыт в 1941 году. По мере того как государственные расследования деятельности Масео стали более серьёзными, Сэм и Роуз начали планировать перенос своей империи в Неваду. Масео стали крупными инвесторами в Desert Inn, которое в год своего открытия в 1950 году было самым большим и наиболее продуманным казино-курортом на Лас-Вегас-Стрип. Открывшие Desert Inn Мо Далиц и Сэм Масео долгое время были союзниками и деловыми партнерами, лишь благодаря влиянию предпринимателя из Галвестона в законодательном органе Невады могла существовать деятельность Далица в этом штате. Финансированию проекта в Лас-Вегасе в значительной степени способствовали семьи Масео и Муди, через страховую компанию ANICO дававшие миллионные ссуды известным представителям мафии, и вскоре ANICO стала крупнейшим кредитором казино в Лас-Вегасе. Сэм и Роуз Масео передали контрольный пакет акций большей части своей империи в Галвестоне новой группе, в которой доминирует семья Фертитта, инвестиции в проект шли от деловых кругов по всему острову. Группа Фертитта никогда не пользовалась таким влиянием, как Масео (хотя поколение спустя Тилман и Фрэнк Фертитта сами стали крупными магнатами индустрии развлечений). Сэм Масео умер в 1951 году, а Роуз — в 1954 году.

### Конец
В 1950-е годы более опасные криминальные элементы воспользовались слабой системой правопорядка Галвестона и отсутствием влияния братьев Масео. Криминальный синдикат Нового Орлеана во главе с Карлосом Марчелло доставлял оружие на Кубу через остров. Беглецы, такие как подозреваемый в заговоре Кеннеди Дэвид Ферри, использовали Галвестон в качестве убежища.
К 1950-м годам азартные игры и проституция начали активно подавляться в большей части Техаса. В 1953 году комиссар полиции Уолтер Л. Джонстон под давлением обеспокоенных моральным упадком и высоким уровнем венерических заболеваний местных групп граждан закрыл квартал красных фонарей. Однако победа на посту мэра Джорджа Роя Клафа, сторонника регулируемого порока, привела к восстановлению округа в 1955 году. В том году Галвестон был назван национальными группами по борьбе с проституцией «худшим местом в стране с точки зрения проституции».
Пол Хопкинс победил на выборах шерифа в 1956 году и решил раз и навсегда положить конец незаконной деятельности на острове. Одним из первых успешных шагов в борьбе с азартной индустрией стала тайная операция техасского рейнджера Клинта Пиплса в Балийской комнате. В 1957 году генеральный прокурор Уилл Уилсон и глава Департамента общественной безопасности Гомер Гаррисон с помощью бывшего специального агента ФБР Джима Симпсона начали массовую кампанию рейдов, разрушивших индустрию азартных игр и проституции, а также импорта спиртных напитков. Было закрыто 47 клубов, публичных домов и других заведений, также были уничтожено 2000 игровых автоматов. Хотя официальные лица заявили об уничтожении всего игрового оборудования Галвестона, некоторые местные жители, включая племянника братьев Масео утверждали, что большая часть оборудования была загодя переправлена в Лас-Вегас.

### Последствия

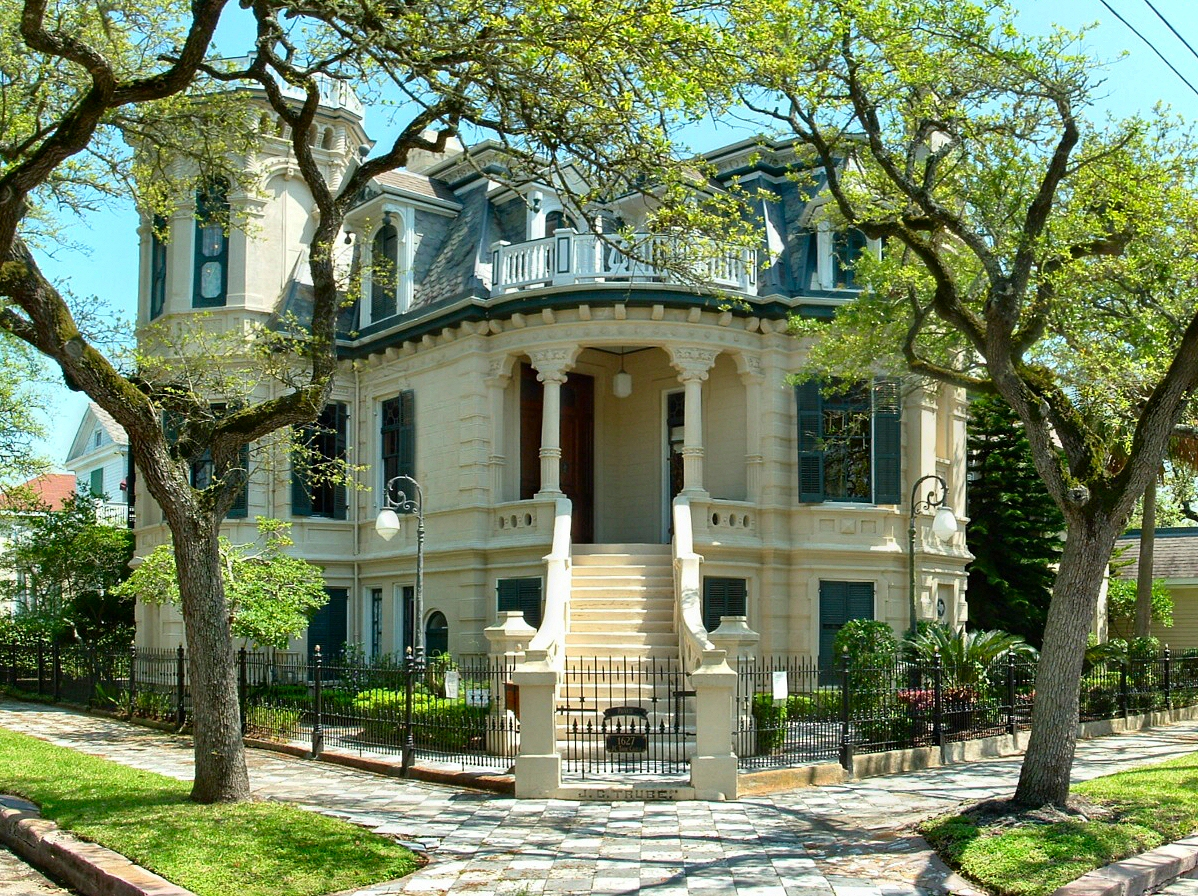
Trube Castle — одно из многих исторических зданий Галвестона, сохранившееся до настоящего времени.

По мере того, как рушились отрасли порочных предприятий, рухнул и туризм, а вместе с ним наступил кризис остальных частей экономики Галвестона. В 1950-е годы в экономике наблюдалась стагнация, а после 1957 года Свободное государство фактически исчезло. В 1955 году был закрыт Форт Крокетт, который после войны использовался как база отдыха армии. Многие из наиболее важных лидеров развлекательного бизнеса острова покинули город и открыли заведения в Лас-Вегасе, после чего экономика и культура города никогда уже не были прежними, Гражданские лидеры предприняли несколько неудачных попыток создания новых предприятий, включая футбольный турнир «Олеандр Боул» (1948 г.) и мост на остров Пеликан (1956 г.) для доступа в новый промышленный парк, который так и не был построен. Городская телевизионная станция KGUL переехала в Хьюстон в 1959 году; штаб-квартира телефонной компании и многие другие предприятия также были перемещены за пределы острова. В 1961 году некоторые достопримечательности острова были разрушены ураганом «Карла» в 1961 году и никогда не восстанавливались.
Экономика города продолжала находиться в плохом состоянии. Три основные семьи истеблишмента на острове — Муди, Сили и Кемпнерсы имели практически полный контроль над островом. Возобновилось празднование Дня Всплеска, привлекавшее туристов к побережью. Остались многие отели, банки и некоторые страховые компании, а также медицинские школы, школы медсестер и больницы. Усилия по сохранению исторического наследия, в особенности Джорджа П. Митчелла, постепенно помогли восстановить индустрию туризма на острове, хотя и в совершенно иной форме. В 1980-х годах вопрос о легализации казино в городе выносился на не имеющие обязательной силы референдумы, но эти инициативы уже не имели народного одобрения, демонстрируя изменения в городе со времён ушедшей эпохи. В то же время неофициальные опросы в 2008 и 2010 годах демонстрировали, что мнение по этому вопросу может измениться. Например, обычным явлением стали азартные игры на борту отправляющихся из Галвестона круизных лайнеров.

## В культуре
Эта эпоха в истории Галвестона не получила большого внимания в популярной культуре (по сравнению, например, с Чикаго времён Аль Капоне), но ряд художественных произведений и произведений, рассказывающих о реальных преступлениях были основаны на истории Свободного государства. Известными примерами являются романы Под кожей Джеймса Карлоса Блейка, Нет большего обмана: Правдивая техасская история Сидни Дотсона, Галвестон Сьюзан Моррис, Повелители Мэтта Брауна и Сыщики Одинокой звезды: Антология криминальной литературы Техаса Билла Дэвиса. Балийская комната стала предметом песни 1975 года американской рок-группы ZZ Top.
В 2003 году в театре Strand Theatre и в 2011 году в хьюстонском Hobby Center выходил мюзикл Galveston, The Musical!, посвящённый прибытию в город братьев Масео и созданной ими бизнес-империи.

## Комментарии
1. ↑  Gooding (2001), p. 107.
Kearney (2005), p. 230.
2. 1 2 3 4 5 6 7 8 9 10 11 12 13  Burka (1983), pp. 167–8.
3. ↑  Cartwright (1998), p. 243.
4. 1 2  Utley (2007), p. 217.
5. ↑  Melosi (2007), p. 201.
6. 1 2  Melosi (2007), p. 202.
7. ↑  Baird (2007), p. 208.
8. ↑  Voss (2009), p. 8.
9. ↑  Haley (2006), p. 438.
10. 1 2 3 4 5  Humphrey, David C. Prostitution (англ.). Handbook of Texas Online. Texas State Historical Association. Дата обращения: 30 октября 2009. Texas State Historical Association
McCombs (1986), p. 151.
11. 1 2 3  Inc, Time (August 1955). Wide-Open Galveston Mocks Texas Laws. Life. 39 (7): 26. Архивировано 3 июня 2016. Дата обращения: 27 марта 2021.
12. ↑  McComb (1986), p. 137.
13. ↑  Rieder, Robert A. Electric interurban railways (англ.). Handbook of Texas Online. Texas State Historical Association. Дата обращения: 13 октября 2009., Texas State Historical Association.
14. ↑  Cartwright (1998), p. 193.
15. ↑  McComb (1986), p. 105.
16. 1 2  Hardwick (2002), p. 13.
17. ↑  Haley (2006), p. 393.
18. ↑  McComb (1986), p. 151.
19. 1 2  Galveston, Tex. March 2. Stone & Webster Journal. 30. Boston: 254. March 1922.
20. ↑  Wiesenberg (1997), Ch. 2.
21. ↑  McComb (1986), p. 157.
22. 1 2 3 4 5 6 7  Cartwright (1998), pp. 209—210.
23. ↑  Cartwright (1998), pp. 211—212
McComb (1989), p. 135.
24. ↑  Haley (2006), p. 475.
25. 1 2 3 4 5 6  Nieman, Robert (Fall 2008). Galveston's Balinese Room (PDF). The Ranger Dispatch (27): 4. Архивировано из оригинала (PDF) 10 февраля 2011.
26. 1 2  McComb (1986), p. 161.
27. 1 2 3 4 5 6 7 8 9 10 11 12 13 14 15  Cartwright (1993)
28. 1 2  Cartwright (1998), pp. 213—214.
29. ↑  Cartwright (1998), p. 213.
30. ↑  Carleton, Don. Cronkite's Texas (In his own words). Alcalde. Texas Exes. Архивировано из оригинала 25 июля 2011. Дата обращения: 28 марта 2021.
31. ↑  McComb (1989), p. 135
McComb (1986), p. 161.
32. ↑  Miller (1993), p. 6.
33. 1 2 3  Sitton (2006), p. 145.
34. 1 2 3  Burka (1983)
35. 1 2 3  Cartwright (1998), p. 329.
36. ↑  Boatman (2014), p. 68
37. ↑  Boatman (2014), p. 64.
38. ↑  Kleiner, Diana J. Mitchell Energy and Development Corporation (англ.). Handbook of Texas Online. Texas State Historical Association. Дата обращения: 13 октября 2009., Texas State Historical Association.
39. 1 2 3  Newton (2009), pp. 40–41.
40. ↑  McComb (1986), p. 163.
41. ↑  Boatman (2014), pp. 75-76
42. ↑  Gooding (2001), p. 107.
43. 1 2  Corporations: Executive Suite. Time Magazine. 6 сентября 1954. Архивировано из оригинала 4 ноября 2012.
44. ↑  Sullivan, Sandia; Boydston, Philip. American National Insurance Company (англ.). Handbook of Texas Online. Texas State Historical Association. Дата обращения: 4 ноября 2009. Texas State Historical Association.
45. ↑  Cartwright (1998), p. 208.
Obadele-Starks (2000), p. 4.
46. ↑  Kearney (2005), p. 230.
47. ↑  Cartwright (1998), p. 201.
48. ↑  Stein (2006), p. 37.
49. 1 2  Miss United States Began In Galveston. The Islander Magazine. 2006. Архивировано 19 октября 2009. Дата обращения: 28 марта 2021.
50. 1 2  Cherry, Bill (25 октября 2004). Miss America was once Pageant of Pulchritude. Galveston Daily News. Архивировано из оригинала 21 октября 2009. Дата обращения: 28 марта 2021.
51. ↑  Brown, Bridget (17 мая 2009). Isle bathing beauty tradition reborn. Galveston Daily News. Архивировано из оригинала 16 июля 2011. Дата обращения: 28 марта 2021.
52. ↑  Inc, Time (May 1931). 50,000 Texans Hail Queen of the Car. Life Magazine: 36. Архивировано 7 апреля 2022. Дата обращения: 28 марта 2021. In Galveston on "Splash Day" (which annually opens the Gulfside bathing season), 50,000 Texans gathered to honor the newest and most modern of American institutions: the car-hop girl.
53. ↑  Federal Writers' Project. Texas: a guide to the lone star state. — New York : Books Inc. (Hastings House), 1940. — ISBN 0-403-02192-8. Архивная копия от 26 апреля 2022 на Wayback Machine
54. ↑  Wiencek (2010), p. 52.
55. 1 2  Boatman (Island Empire, 2014), p. 24.
56. 1 2  Rice, Harvey (22 декабря 2008). Casinos answer to isle's woes? / City that was 'wide open' in a past era weighs gambling as path to Ike recovery. Houston Chronicle. Архивировано 16 октября 2012. Дата обращения: 23 августа 2021.
57. ↑  McComb (1989), p. 136.
58. ↑  Salvant (1999), p. 26.
59. ↑  Lee, Lori (Fall 2008). Galveston: a closer look (PDF). Texas Planning Review. Texas Chapter of the American Planning Association. pp. 3–7. Архивировано из оригинала (PDF) 8 ноября 2009. So in a spirit of independence, so to speak, Galveston became a safe harbor to illegal gambling, prostitution and smuggling. Schooners brought in rum from Cuba, Jamaica, and the Bahamas, supplying customers from Houston to St. Louis. From 1919 to 1933, prohibition led to changes in the city's power structure.
60. ↑  Boatman (2014), p. 83
61. ↑  Abbott (2003), p. 24.
62. ↑  Draper, Robert (May 1997). Big Fish. Texas Monthly.
63. ↑  Cartwright (1998), p. 215.
64. ↑  Burka (1983). «Once, at a large political rally on the Island, an antivice candidate made a speech attacking what he called the gambling hoodlums. His opponent then began his own speech with 'My fellow hoodlums' and won in a landslide.»
65. ↑  Cartwright, Gary (October 1991). Benny and the Boys. Texas Monthly: 137. Архивировано 24 августа 2021. Дата обращения: 24 августа 2021.
66. 1 2  Burnett, John (28 сентября 2009). In Galveston, Texas, Ike Hits Historic Buildings. National Public Radio. Архивировано 24 августа 2021. Дата обращения: 24 августа 2021.
67. 1 2  Cartwright (1998), p. 241.
68. ↑  Farrington (2007)
69. ↑  Cartwright (1998), p. 199
History of Mardi Gras in Galveston. The Islander Magazine. Архивировано 24 августа 2021. Дата обращения: 24 августа 2021.
70. ↑  Cartwright (1998), pp. 220—221.
71. ↑  Cartwright, Gary (October 2002). Fantasy Island. Texas Monthly. Архивировано 6 апреля 2012. Дата обращения: 25 августа 2021. The beach was a year-round carnival, with roller coasters and Ferris wheels and countless bathing girl revues.
72. ↑  Sitton (2006), p. 146.
Carmack (2007), p. 169.
73. ↑  Willett (2013), pp.179-180.
74. ↑  Boosterism That Went Bust. Texas Monthly. October 1981. p. 158. Архивировано 24 августа 2021. Дата обращения: 24 августа 2021.
75. ↑  Rice, Bradley R. Commission form of city government (англ.). Handbook of Texas Online. Texas State Historical Association. Дата обращения: 13 октября 2009. Texas State Historical Association.
76. 1 2  McComb, David G. Galveston, Texas (англ.). Handbook of Texas Online. Texas State Historical Association. Дата обращения: 13 октября 2009. Texas State Historical Association.
77. ↑  Cartwright (1998), p. 217.
78. ↑  Sitton (2006), pp. 145—146.
79. 1 2 3 4  Burka (1983), p. 216.
80. ↑  McCombs (1986), p. 163.
81. 1 2  McComb (1986), p. 185.
82. ↑  Cartwright (1998), p. 250.
83. ↑  IBP (2013), p. 7.
84. ↑  Utley (2007), p. 218.
85. ↑  Morgan, Lael (Fall 2007). The San Antonio Blue Book: Proof of a Secret Era (PDF). The Compass Rose. XXI (2). University of Texas at Arlington Library: 1–3. Архивировано из оригинала (PDF) 4 июня 2011.
86. ↑  Boatman (2014), p. 84
87. ↑  Rothman (2003), p. 16.
88. ↑  Cartwright (1998), p. 273.
Cartwright, Gary (August 1987). The Sleaziest Man In Texas. Texas Monthly. 8 (8): 162. Архивировано 25 августа 2021. Дата обращения: 25 августа 2021.
89. ↑  Denton (2002), p. 239.
90. ↑  Miller (1993), p. 14.
Milestones, Mar. 29, 1954. Time Magazine. 29 марта 1954. Архивировано из оригинала 16 ноября 2010.
Nielsen Business Media, Inc (27 марта 1954). The Final Curtain. The Billboard: 43. Архивировано 25 августа 2021. Дата обращения: 25 августа 2021. {{cite journal}}: |author1= имеет универсальное имя (справка)
91. ↑  Waldron (2006), p. 313.
92. ↑  McComb (1986), p. 158.
93. 1 2  Sitton (2006), p. 146.
94. ↑  The Balinese Room: Farewell to an Icon. Humanities Texas (2007). — «With this evidence, Wilson, brandishing injunctions, swooped onto the island in June 1957 and closed forty-seven clubs, bingo parlors, and brothels as public nuisances. ... They found some two thousand slot machines, illegal since 1951, that they smashed and dumped into Galveston Bay.» Архивировано из оригинала 5 декабря 2009 года.
95. ↑  Thompson, Carter (9 мая 2004). Gambling advocates not cashing out. Galveston County Daily News. Архивировано из оригинала 16 марта 2005. Дата обращения: 25 августа 2021.
96. ↑  McComb (1986), p. 154.
97. ↑  Darst, Maury. Fort Crockett (англ.). Handbook of Texas Online. Texas State Historical Association. Дата обращения: 18 апреля 2010. Texas State Historical Association.
98. ↑  Communications, Emmis (October 1981). Failure: Boosterism That Went Bust. Texas Monthly: 158. Архивировано 24 августа 2021. Дата обращения: 24 августа 2021.
99. ↑  Miller (1993), p. 148.
100. ↑  Davis, Peter (2 мая 2008). Beaches bring out island's diversity. Galveston Daily News. Архивировано 11 августа 2011. Дата обращения: 25 августа 2021.
101. ↑  Taylor, Heber (3 декабря 2008). Wanna bet? Readers vote for gambling. Galveston County Daily News. Архивировано из оригинала 5 апреля 2012. Дата обращения: 25 августа 2021.
102. ↑  Connelly, Richard (1 сентября 2010). Galveston Begins Latest Push For Casinos With Poll. Houston Press. Архивировано 25 августа 2021. Дата обращения: 25 августа 2021.
103. ↑  Blake, James Carlos. Under the Skin. — HarperCollins, 2004. — ISBN 978-0-06-054243-6. Архивная копия от 26 августа 2021 на Wayback Machine
104. ↑  Dotson, Sydney Newman. No Greater Deception: A True Texas Story. — Authorhouse, 2003. — ISBN 978-1-4140-0977-3. Архивная копия от 26 августа 2021 на Wayback Machine
105. ↑  Morris, Suzanne. Galveston. — Doubleday, 1976. — ISBN 978-0-553-10606-0.
106. ↑  Braun, Matt. Overlords. — New York : Macmillan, 2003. — ISBN 978-0-312-98172-3. Архивная копия от 26 августа 2021 на Wayback Machine
107. ↑  Cunningham, Bill. Lone Star Sleuths: An Anthology of Texas Crime Fiction / Cunningham, Bill, Davis, Steven L., Newsom, Rollo K.. — University of Texas Press, 2007. — ISBN 978-0-292-71737-4. Архивная копия от 26 августа 2021 на Wayback Machine
108. ↑  Gillogly-Torres, Carla (29 июня 2003). 'Galveston, The Musical' to open July 11. Galveston County Daily News. Архивировано 7 августа 2011. Дата обращения: 26 августа 2021.